# Jahalia
Jahalia – wieś w Rumunii, w okręgu Suczawa, w gminie Râșca. W 2011 roku liczyła 412 mieszkańców. 